# Ragnar Lodbrok

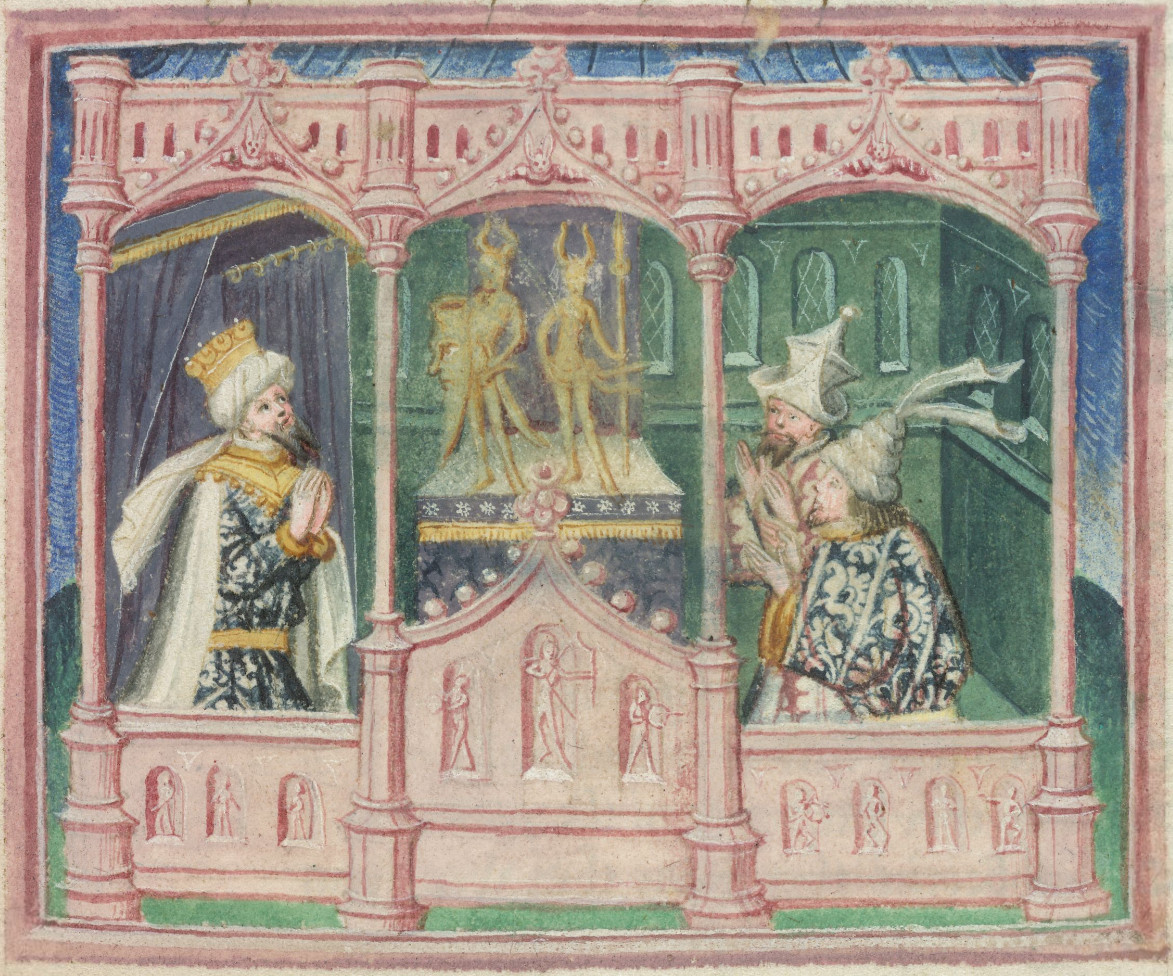
Lothbrok és fiai, Csonttalan Ivar és Ubba (15. századi miniatúra)

Ragnar Lodbrok (ónorvég nyelven Ragnarr Loðbrók, "Szőrnadrágos Ragnar") legendás viking hős, illetve a Gesta Danorum alapján Dánia és Svédország királya. Bár a történészek szerint nem igazolható bizonyosan hogy létezett, a viking és izlandi sagák részletesen írnak életéről, és a valamivel későbbi keresztény krónikák is említik. A hagyományok szerint Ragnar Lodbrok a 9. században számos sikeres fosztogató portyát vezetett a Brit-szigetek és a frank államok ellen.

## Élete

### Az izlandi sagák
Az izlandi mondák (Ragnar Lodbrok története, Ragnar fiainak története, Heimskringla, Hervarar Saga, Sögubrot, stb.) szerint Ragnar Sigurd Ring svéd király fia volt. Sigurd apja Randver dán király volt, anyja pedig Åsa, a norvég Vörösbajszú Harald király lánya. Sigurd nagybátyja, Harcosfogú Harald meghódította Dániát és Svédországot, a svéd földeket pedig unokaöccsére, Sigurdra bízta. A két rokon azonban később összekülönbözött és a brávelliri csatában Harald elesett, Sigurd pedig megörökölte országát. Ő feltehetően azonos azzal a Sigfred királlyal, aki 770-804 között uralkodott. Feleségül vette Alfhild norvég hercegnőt és tőle született Ragnar, akit örökösévé tett. Svédországban később Eysteinn Beli, Harcosfogú Harald fia jutott uralomra, akit aztán Ragnar fiai öltek meg.
Az uralkodását illetően az izlandi "régi idők sagája" (fornaldarsaga) többet foglalkozik Ragnar házasságaival, mint háborúival. A Sögubrot így ír róla: "ő volt a legmagasabb és legjóképűbb férfi, akit emberi szem valaha látott, az anyjához hasonlított, az ő fajtájára ütött." Először megölte a sárkányt, amelyik az östergötlandi jarl (fejedelem) lányát, Thora Borgarhjortot őrizte, így ő lett az első felesége. A sárkánnyal vívott harc előtt kátránnyal és homokkal kente be a szőrnadrágját, hogy az ne tudja mérgét a lábára köpni (teste többi részét pajzsával védte). Erről a történetről kapta Ragnar a melléknevét. Thorától két fia született, Eirik és Agnar; ők később a svéd Eysteinn Belivel való harcban estek el. Miután Thora megbetegedett és meghalt, a kivételes szépségű és bölcsességű Krákát vette feleségül, akivel egy norvég faluban találkozott, de később kiderült róla, hogy ő valójában a híres hős, Sigurd lánya, Aslaug. Ebből a házasságából született Csonttalan Ivar, Vasbordájú Björn, Fehéringes Halfdan, Ragnvald és Kígyószemű Sigurd. Ahogy fia felnőttek és nagy harcos lett belőlük, Ragnar tartott tőle, hogy a fejére nőnek, ezért úgy döntött hogy mindössze két hajóval elfoglalja Angliát. A túlerő azonban győzött, elfogták és kígyóverembe dobták, hogy meghaljon. A Ragnar Lodbrok története, a Ragnar fiainak története és a Heimskringla részletesebben leírja, hogy hogyan szervezték meg Ragnar fiai Anglia megszállását és hogyan álltak bosszút Ælla northumbriai királyon apjuk meggyilkolásáért.

### Dán krónikák

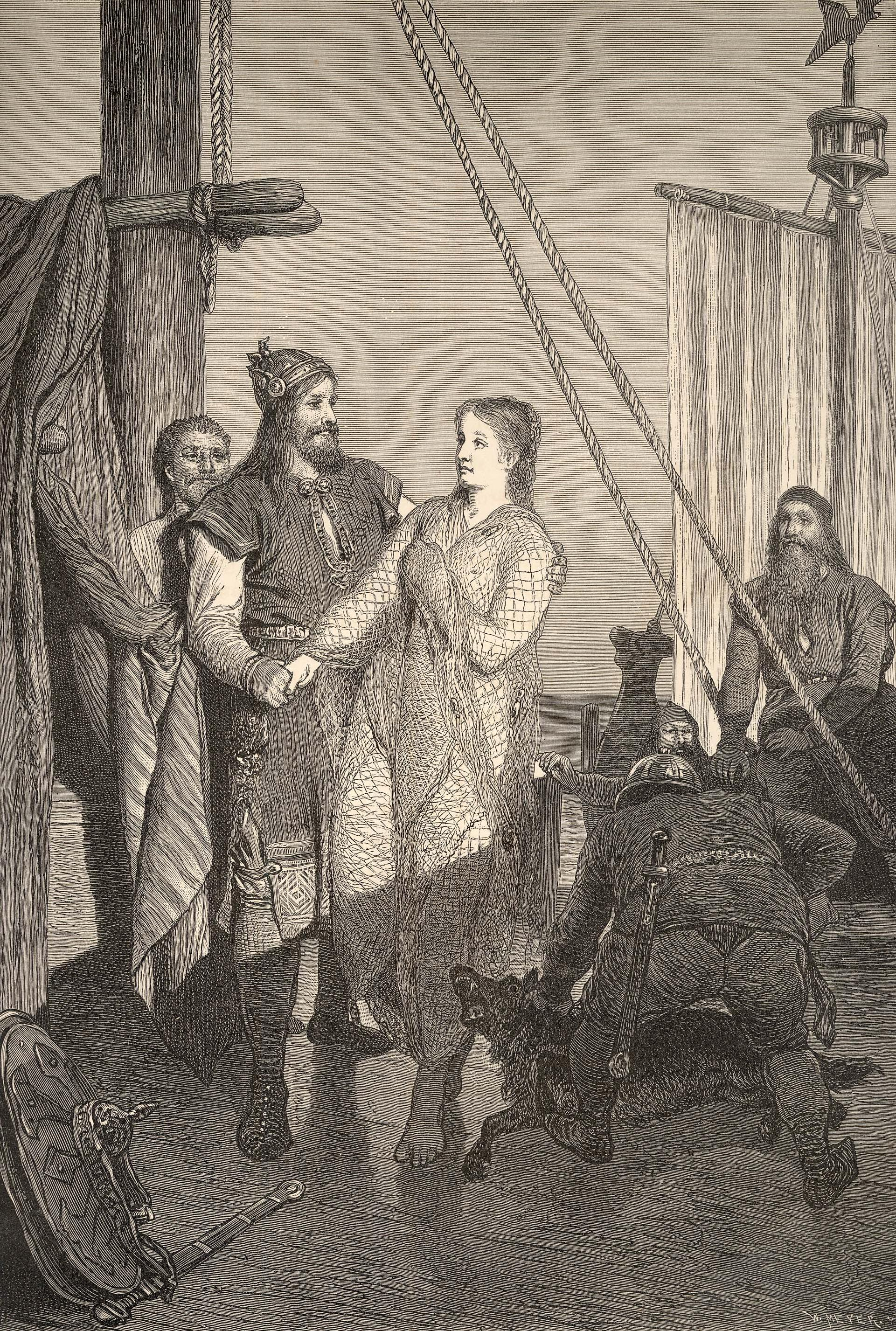
Ragnar és Kráka (August Malmström rajza, kb. 1880)

Az 1138 körül írt Chronicon Roskildense megemlíti Lodbrokot (Lothpardus) mint a rendkívül kegyetlen Ywar normann király (rex crudelissimus Normannorum Ywar) és az északi népeket uraló többi testvérének (Inguar, Ubbi, Byorn és Ulf) az apját. A testvérek felszólítják a különböző dán fejedelmeket, hogy segítsenek nekik romba dönteni a frankok országát. Ywar sikeres támadást intéz Britannia ellen, de azt nem említi, hogy bosszúból tenné. Sven Aggesen 1190 körül írt krónikája az első dán szöveg, amely leírja teljes nevét: Regnerus Lothbrogh. Fia, Sigurd megtámadja Dániát, megöli a királyt, feleségül veszi a lányát és elfoglalja a trónt. Fiuk, Knut az őse a későbbi dán királyoknak.
Ezek a korai források nem említik, hogy Ragnar uralta volna Dániát. Az első, amelyik ezt állítja, Saxo Grammaticus 1200 körül írt Gesta Danorum-a, amely összevegyíti a viking legendákat Brémai Ádám 1075 tájékán írt dán históriájával. Nála Ragnar apja, Sigurd Ring egy norvég fejedelem, aki egy dán hercegnőt vett feleségül. Sigurd Ring és unokatestvére meghal egy csatában, Ragnar (akit Saxo a mintegy 50 évvel korábbi Raginfriddel azonosít) pedig megszerzi Dánia trónját.). Első dolga, hogy megöli Frö svéd királyt, aki korábban meggyilkolta Ragnar nagyapját. Segítségére van ebben a a vad harcosnő ("pajzsoslány"), Ladgerda, akit Ragnar a feleségévé tesz. Ladgerda egy fiút, Fridleifet és két lányt szül neki. Később eltaszítja magától a feleségét (akire kezdettől fogva dühös, mert amikor udvarolni kezdett neki, vadállatokat uszított rá). Ezt követően Thorát, Herrauðr svéd király lányát veszi el, miután megölte a házát őrző két óriás mérges hüllőt. Fiak Radbard, Dunvat, Kígyószemű Sigurd, Vasbordájú Björn, Agnar és Csonttalan Ivar. Egy bizonyos Esbjørn lányától házasságon kívül született Ubbe fia, harmadik (Svanlauggal kötött) házasságából pedig Ragnvald, Szélsapkás Erik és Hvitserk (Fehéringes Halfdan).
Fiait különböző meghódított országok élére állította. Ragnar hadjáratot indít Britannia ellen, megöli az ottani királyt, Hamát és a skót fejedelmeket, majd Kígyószemű Sigurdot és Radbardot hagyja ott kormányzóként. Meghódoltatja Norvégiát és Orkneyt, élükre Fridleifet állítja. Később három fiával Svédországba megy, ahol lemészárolja Söre királyt és seregét, majd Vasbordájú Björnt ülteti a trónra. A későbbiekben Björn inkább Norvégiát kapja, a svédek kormányzását pedig Szélsapkás Erikre bízza, akit később egy bizonyos Eysteinn meggyilkol. Egyik fia, Ubbe (anyai nagyapja, Esbjørn biztatására) fellázad ellene és csak nagy nehézségek árán lehet legyőzni és elfogni. Saxo leírja hogy több alkalommal fosztogatták a Brit-szigeteket, de az egyik út során Dunvat és Radbard odavész. Hama fia, Ælla kiűzi Csonttalan Ivart Angliából és a későbbiekben is a Ragnar-klán ellensége marad. Végezetül a szkíták kénytelenek elismerni uralkodójuknak Hvitserket (Halfdant), akit aztán a Hellészpontosznál egy Daxon nevű herceg árulással foglyul ejt és élve elégeti. Ragnar ennek hallatán hadjáratot indít a Kijevi Ruszba és elfogja Daxont, akit furcsa módon életben hagy és száműz.
Az izlandi sagáktól eltérően Saxo részletekbe menően taglalja Ragnar különböző, egész Észak-Európára (és részben Kelet-Európára) kiterjedő hadjáratait. Ezek között van olyan, amelyet a vikingek a lappok és a finnek ellen indítottak Bjarmiába. A helybeliek varázslattal halálos vihart küldenek a támadókra, akik nehezen boldogulnak a sítalpakon gyorsan száguldozó finn íjászokkal is. Végül azonban megfutamítják a finn és lapp törzseket és Bjarmia királyát megölik. Ragnarék egy másik ellenfele, Harald Klak jütlandi fejedelem, aki több ízben fellázítja ellenük a jütöket és a scaniaiakat, bár rendszeresen vereséget szenvednek. Az utolsó ilyen győzelem után Ragnar megtudja, hogy Ælla király Írországban lemészároltatta az ő embereit. Dühében Angliába megy és rátámad a királyra, de elfogják és kígyóverembe vetik. Saxo – bár sokhelyütt dicséri Ragnart – úgy véli, hogy sorsa Isten igazságos büntetése azért, mert lenézte a keresztény vallást.
A közvetlenül Ragnarról és fiairól szóló sagákon és krónikákon kívül, néhány közvetett utalás is található rájuk, különféle énekekben. A 9. századi Ragnarsdrápa egy bizonyos Ragnar Sigurdson díszesen faragott pajzsát írja le, amelynek képeit a mai irodalmárok Ragnar Lodbrok történetének allegóriájaként értelmezik. A 11. századi Knutsdrapa  megemlíti, hogy Ælla királyt a yorki Ivar ölte meg, úgy hogy sast vágott a hátába. A Krákumál-ban (Kráka-ének) a kígyóveremben haldokló Ragnar sorolja fel tetteit és harcait.

### Frank, angolszász és ír források

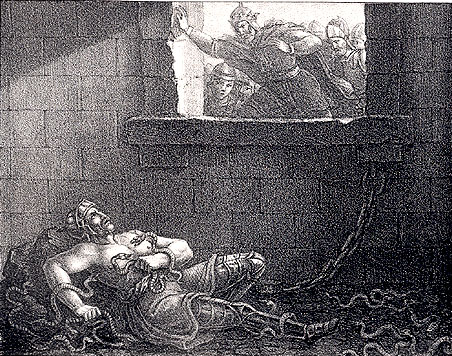
Ragnar halála

Párizs 845-ös kifosztása a legeredményesebb viking támadás volt a Nyugati Frank Királyság ellen. A vikingeket egy bizonyos "Reginherus" vagy Ragnar vezette, akit általában a legendás Ragnar Lodbrokkal azonosítanak, bár egyes történészek ezt vitatják. Ennek a Ragnarnak 841-ben Kopasz Károly király odaadományozta a flandriai Torhoutot (bár később elvesztette a birtokot és a király bizalmát). 845-ben Ragnar vikingjeivel felhajózott a Szajnán és kifosztotta Rouent. Károly, hogy megakadályozza a Párizs melletti királyi bazilika lerombolását, összegyűjtötte a seregét, amelyet a folyó két partjára telepített. Ragnar legyőzte az egyik seregrészt és 111 foglyot Odin tiszteletére felakasztatott a Szajna szigetén. Ezután kifosztotta Párizst és csak jelentős hadisarc kikényszerítése után vonult vissza. A krónika szerint Ragnar ezután visszatért hűbérurához, I. Horik dán királyhoz, majd röviddel később egy járvány során meghalt.
A későbbiekben a francia Guillaume de Jumièges is megemlíti Ragnart 1070 körül írt normann krónikájában. Állítása szerint Lodbrok király, miután apját követve elfoglalta a dán trónt, fiatalabbik fiát, Vasbordájú Björnt elküldte az országból, hogy ne zavarja az örökösödést. Björn ezt követően flottájával a francia partokat, majd a Földközi-tenger mellékét fosztogatta. Brémai Ádám a hamburgi érsekségről írt krónikájában megemlíti Horich, Orwig, Gotafrid, Rudolf és Inguar régi viking kalózok neveit. Inguar (Ivar), Lodbrok fia (Inguar, filius Lodparchi) különösen kegyetlenül bánt a keresztényekkel.
A kortárs (9. századi) Angolszász krónika, valamint az Asser által írt Alfréd élete szerint 878-ban két fivér, Hingwar és Healfden a Nagy pogánysereghez tartozó hajóikkal elhajóztak Devonba és a cynwiti csatában vereséget szenvedtek a helybeliektől, a királyukat is megölték. A csata után a szászok a zsákmány között találták a Holló nevű zászlót. A 12. századi St. Neots-i évkönyv részleteket is közöl róla: "azt mondják, hogy Hingwar és Hubba három nővére, Lodebroch (Lodbrok) lányai szőtték a zászlót és egy nap alatt elkészültek vele. Azt is mondják még, hogy minden csatában, ahogy a zászlót előttük vitték, győzelem esetén mintha egy élő varjú repült volna a zászló közepén; de ha vereségre voltak ítélve az mozdulatlanul lógott és ez sokszor bebizonyosodott, hogy így van."  Ez Ragnar Lodbrok egyik legelső írásos említése.
A 12. századi ír Cogad Gáedel re Gallaib ("Az írek háborúja az idegenekkel") korábbi krónikákra támaszkodva megemlíti Halfdan királyt, "mac Ragnaill" (Ragnaill fia) jelzővel. A kora 11. századi Három töredék ír York 866-os viking megszállásáról: Lochlann (Skandinávia) királyának, Halfdannak két fiatalabbik fia elűzte bátyját, Ragnallt, aki három fiával az Orkney-szigetekre hajózott, ahol letelepedtek. Két fiú az angolokat és a frankokat fosztogatta, még  Földközi-tengerig is eljutottak. Egyiküknek látomása volt, amelyben apjuk csatázott, feltehetően elesett és fivérüket is megölték. A két viking így sietve, barna bőrű foglyokkal teli hajóikkal hazasietett. Feltehetően ez a "Ragnar története" saga ír verziója, és a mediterrán expedíció valóban megtörténhetett 859-861 körül.

## Ragnar fiai
Az állítólag Ragnar meggyilkolását megbosszulni indított nagy pogány sereg szervezői között voltak fiai, a történelmileg igazoltan létező Csonttalan Ivar, Ubba, Vasbordájú Björn, Kígyószemű Sigurd, valamint a feltehetően ugyanazon személy Halfdan és Hvitserk. A sereget 865-től 870-ig Ivar vezette, de ezután eltűnik a korabeli forrásokból. Æthelweard angolszász krónikás szerint 870-ben halt meg. Halfdan ekkoriban vette át a sereg vezetését és Wessex ellen indított hadjáratot; ebből az alkalomból számos viking harcos érkezett erősítésként Skandinávia különböző területeiről.
Az Angolszász krónika szerint a dánok és a wessexiek kilencszer ütköztek meg egymással, majd Halfdan békét kötött az újonnan megkoronázott szász királlyal, Alfréddel. Angliai hódításain túl Halfdan király maradhatott Dánia egyes részein (talán Jütlandon), mert a frank források 873-ban két dán királyt – Sigfredet és Halfdant – említenek. A későbbi sagák szerint Vasbordájú Sven a svédek királya maradt. Neki két fia született, Erik és Refil; Erik váltotta apját a svédek vezetőjeként, őt pedig Refil fia, Erik Refilson követte. Kígyószemű Sigurd feltehetően azonos a frankok által ismert Sigfreddel, Halfdan fivérével. A sagák szerint Sigurd később Sjællandra, Skånera és kisebb dán szigetekre is kiterjesztette a hatalmát. Halfdan 877 körüli halála után egyedül uralta Dániát és talán ő volt az a dán uralkodó, akit 887-ben megöltek a Nyugati Frank Királyságban.

## Fordítás
- Ez a szócikk részben vagy egészben  a   Ragnar Lodbrok című angol Wikipédia-szócikk ezen változatának fordításán alapul.  Az eredeti cikk szerkesztőit annak laptörténete sorolja fel. Ez a jelzés csupán a megfogalmazás eredetét és a szerzői jogokat jelzi, nem szolgál a cikkben szereplő információk forrásmegjelöléseként.